# Wolf Friese
Wolf Dietrich Friese (14. září 1907 Vídeň – ?) byl rakouský fotbalový útočník. Po skončení hráčské kariéry působil u filmu jako scenárista a režisér.

## Hráčská kariéra
V rakouské lize hrál za Wiener AC. Od května do srpna 1931 působil v Austrii Vídeň. V československé lize hrál za SK Viktoria Plzeň a SK Židenice, aniž by skóroval. Ze Židenic přestoupil do I. ČsŠK Bratislava (nynější Slovan).

### Prvoligová bilance
| Ročník              | Zápasy | Góly | Minuty | Klub              |
| ------------------- | ------ | ---- | ------ | ----------------- |
| I. liga 1926/27     | 2      | 1    | 180    | Wiener AC         |
| I. liga 1927/28     | 5      | 1    | 450    | Wiener AC         |
| I. liga 1930/31     | 1      | 0    | 90     | Wiener AC         |
| I. liga 1931/32     | –      | 0    | –      | SK Viktoria Plzeň |
| I. liga 1933/34     | 4      | 0    | 360    | SK Židenice       |
| I. liga 1934/35     | 1      | 0    | 90     | SK Židenice       |
| CELKEM I. ČS. LIGA  | –      | 0    | –      |                   |
| CELKEM I. RAK. LIGA | 8      | 2    | 720    |                   |